# OpenText
OpenText Corporation eller opentext er en canadisk softwarevirksomhed, der udvikler og sælger enterprise information management (EIM) software.
OpenText har hovedkvarter i Waterloo, Ontario.
OpenText har over 16.000 ansatte på verdensplan.